# Bucknell (Oxfordshire)
Bucknell is een civil parish in het bestuurlijke gebied Cherwell, in het Engelse graafschap Oxfordshire met 260 inwoners.